# カタジーナ・ヘルマン
カタジーナ・ヘルマン（Katarzyna Herman, 1971年8月13日 - ）は、ポーランドの女優である。

## 出演作品

### 映画
- ゆれる人魚

### テレビ
- バンディット
- Mヤク・ミウォシッチ